# Српска странка (Црна Гора, 2016)
Српска странка (у јавности помињана и као Српска странка Црне Горе) је српска политичка партија у Црној Гори. Залаже се за заштиту права и интереса српског народа у Црној Гори. Иницијатива за оснивање ове странке покренута је у јесен 2015. године, а иницијативни одбор је образован у децембру исте године. Странка је званично формирана на оснивачкој скупштини, која је одржана 24. јануара 2016. године у Бијелом Пољу, када је изабрано и привремено страначко предсједништво. За носиоца изборне листе СС изабран је Милован Живковић, а за заступника странке пред државним органима именован је Славко Фуштић.

## Дјелатност
Током 2016. године, Српска странка је основала неколико општинских одбора широм Црне Горе. Уочи скупштинских избора који су у Црној Гори били расписани за октобар 2016. године, руководство Српске странке се одлучило за самосталан наступ. Иако је странка још увијек била у почетној фази свог развоја, страначко руководство је имало велика изборна очекивања. Уочи самих избора, носилац листе Милован Живковић је изјавио: "Srpska stranka na predstojećim parlamentarnim izborima očekuje siguran ulazak u parlament, a nakon toga da postane vodeća stranka srpskog naroda". Усљед таквих најава, које су неизбјежно дјеловале као нереалне, странка је у јавности била доживљавана као организација која је у раскораку са стварношћу, што се убрзо показало и на самим изборима. Према званичним резултатима, Српска странка је освојила свега 1201 гласова (0.32%), што је било далеко испод очекивања страначког руководства, а додатну непријатност представљало је и то што је странка освојила знатно мање гласова чак и у односу на укупан број грађана који су у процесу кандидовања потписали њену изборну листу.
Велики изборни неуспјех Српске странке довео је до покретања неких специфичних питања која су била отворена још од њеног оснивања. Већ у то вријеме, посебну пажњу јавности привукла је одлука њених оснивача да назив своје новостворене партије сведу на општи израз српска странка, без додатних одредница које би указивале на програмско усмјерење странке. Пошто се поменути израз по свом основном значењу могао односити на сваку српску странку, покушај његовог везивања за било коју појединачну партију оцјењен је као знак претенциозности, па чак и некоректности према осталим српским странкама. То питање је добило на значају управо након великог изборног неуспјеха Српске странке. Одлука њеног руководства о самосталном изборном наступу оцјењивана је као опортунистичко поигравање са српским именом, које је усљед понижавајућег резултата од свега 1201 гласова (0.32%) било изложено подсмјеху од стране несрпских политичких чинилаца, који су слаб резултат ове странке одмах искористили за пласирање тезе по којој у Црној Гори за српску националну странку гласа свега 0.32% грађана.
У циљу обједињавања српских и просрпских политичких снага у Црној Гори, странка се средином 2017. године укључила у стварање Српске коалиције, којој су такође припадале: Српска листа на челу са Добрилом Дедеићем, Странка пензионера, инвалида и социјалне правде Црне Горе на челу са Смајом Шаботићем, Српски сабор Завјетници на челу са Робертом Жижићем, као и неке друге организације (Синдикат незапослених, Покрет за Евроазијску унију и Центар за развој демократије и људских права).
У оквиру Српске коалиције, странка се већ током 2017. године залагала за благовремени договор српских политичких снага у Црној Гори око питања о избору заједничког предсједничког кандидата, који би по народности био Србин, како се не би поновиле грешке са претходних предсједничких избора, који су одржани 2013. године. Такав договор се убрзо испоставио као немогућ, пошто су највеће српске и просрпске странке почетком 2018. године одлучиле да подрже кандидатуру Младена Бојанића, етничког Црногорца, што је у Српској коалицији оцјењено као политичка грешка, која ће допринети даљој разградњи српског политичког и националног идентитета у Црној Гори.
На предсједничким изборима који су у Црној Гори одржани у априлу 2018. године, странка је подржала Добрила Дедеића као заједничког кандидата Српске коалиције, који је освојио свега 1363 гласова (0,41%), што је такође било знатно испод очекивања коалиционог руководства.
На општинским изборима који су у Црној Гори одржани током 2018. године, странка је у Беранама, уз подршку других чланица Српске коалиције, наступила у оквиру шире опозиционе коалиције под називом Здраво Беране, која је освојила 14 одборничких мјеста, од чега је Српској странци припало једно мјесто, за Милована Живковића. У неким другим општинама, странка је на локалном изборном нивоу наступила у оквиру заједничке листе Српске коалиције, која није успјела да освоји одборничке мандате. Током изборног процеса, коалиција се суочила са посебним тешкоћама у Колашину (одбијена листа) и Бијелом Пољу (оспорен мандат).
Након изборног неуспјеха, Српска коалиција није успјела да се консолидује, а до значајних промјена је дошло и унутар Српске странке. Крајем 2018. године, општински одбор СС на челу са Милованом Живковићем донио је одлуку да колективно приступи другој политичкој странци - Правој Црној Гори, чиме је покренуто питање о статусу преосталих општинских одбора и будућности странке, коју и даље формално заступа Славко Фуштић.